# Lexikon deutsch-jüdischer Autoren

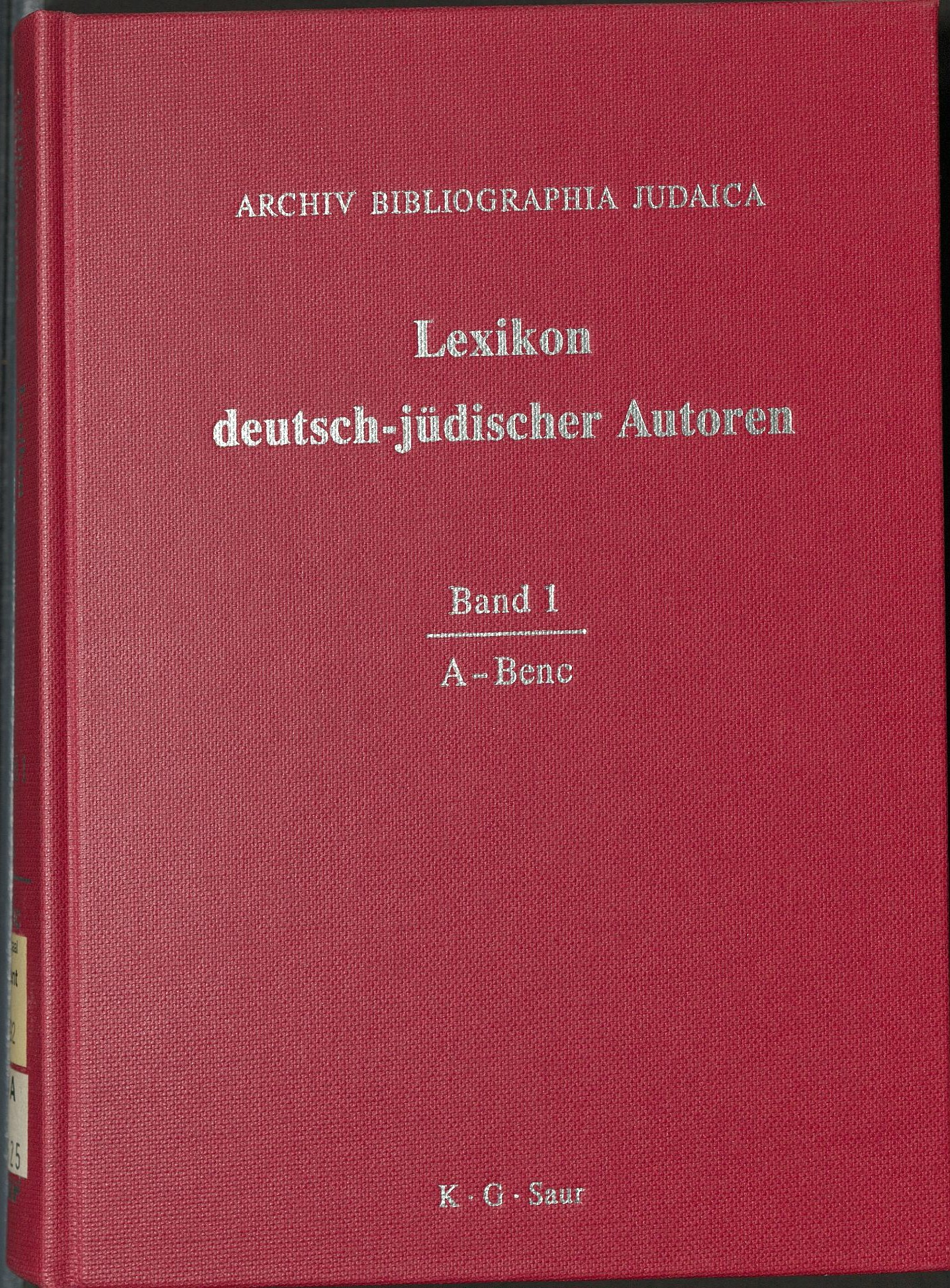
Band 1 (1992)

Das Lexikon deutsch-jüdischer Autoren ist eine auf 20 Bände angelegte deutschsprachige Enzyklopädie zum jüdischen Beitrag zur deutschsprachigen Kulturgeschichte mit ca. 1.300 biographisch-bibliographischen Artikeln.
„Neben den Autorinnen und Autoren von Literatur im weitesten Sinn finden sich Vertreter der Geisteswissenschaften und weitere Persönlichkeiten des öffentlichen Lebens, wenn ihr Wirken über ihr spezielles Fachgebiet hinaus Einfluss auf die deutschsprachige Kulturgeschichte hatte.“
Das Lexikon ist das umfangreichste deutschsprachige Nachschlagewerk mit dieser Themenstellung, es erschien zwischen 1992 und 2012 und wurde unter der redaktionellen Leitung von Renate Heuer vom Archiv Bibliographia Judaica im Verlag Walter de Gruyter herausgegeben.

## Ausgaben
Renate Heuer (Hrsg.): Lexikon deutsch-jüdischer Autoren. Archiv Bibliographia Judaica. 22 Bände. (Ursprünglich) K. G. Saur, München (Band 1–15); de Gruyter, Berlin (Band 16–22). 1992–2012. ISBN 978-3-598-22680-9. Neudrucke de Gruyter 2012 (Band 13–15), 2014 (Band 1–12)
- Band 1  A – Benc, 1992
- Band 2 Bend – Bins, 1993
- Band 3 Birk – Braun, 1994
- Band 4 Brech – Carle, 1995
- Band 5 Carmo – Donat, 1996
- Band 6 Dore – Fein, 1997
- Band 7 Feis – Frey, 1998
- Band 8 Frie – Gers, 1999
- Band 9 Glas – Grün 2001
- Band 10 Güde – Hein 2002
- Band 11 Hein – Hirs 2002
- Band 12 Hirs – Jaco, 2007

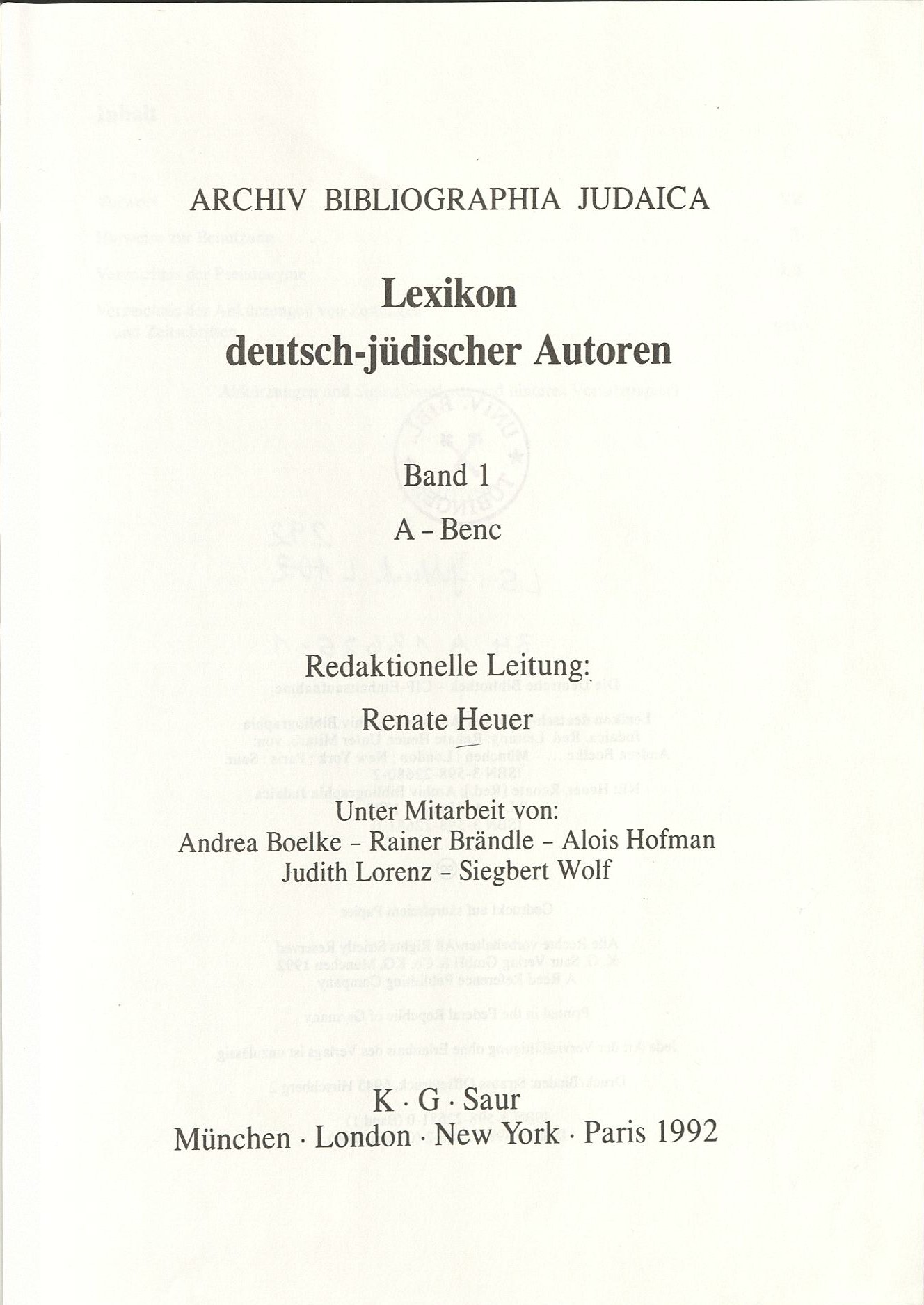
Titelblatt

- Band 13 Jaco – Kerr, 2005 Auszüge
- Band 14 Kest–Kulk, 2006 Auszüge
- Band 15 Kura – Lewa, 2007  Auszüge
- Band 16 Lewi – Mehr, 2009 PDF Auszüge
- Band 17 Meid – Phil, 2009 PDF
- Band 18 Phil – Samu, 2010 PDF Auszüge
- Band 19 Sand – Stri 2012
- Band 20 Susm – Zwei, 2012 Auszüge
- Band 21 Register 1, 2012
- Band 22 Register 2, 2012